# Mitrephanes
Mitrephanes là một chi chim trong họ Tyrannidae.